# Obradoiro Clube de Amigos do Baloncesto
L'Obradoiro Clube de Amigos do Baloncesto (per motius de patrocini, Monbus Obradoiro) és un club de bàsquet de la ciutat gallega de Santiago de Compostel·la. Va ser fundat l'any 1970 i actualment juga a la Lliga ACB.

## Història

### Els inicis (1970-1972)
El CAB Obradoiro neix el 6 d'octubre de 1970 a Santiago de Compostel·la gràcies a 29 socis fundadors, que decideixen crear un club de bàsquet a la ciutat. L'equip participà en la seva primera temporada a la Tercera Divisió, després d'aconseguir la plaça que ocupava la secció de bàsquet de la SD Compostela.
L'Obradoiro s'integra en el grup A de la Tercera Divisió. El grup el conformaven 11 equips, tots ells gallecs. Durant aquests primers anys jugarà els seus partits com a local al Gimnàs Universitari, actual Auditori del Campus Vida de la Universitat de Santiago de Compostel·la. El primer equip estava entrenat per José Manuel Couceiro i hi destacaven jugadors com José Caldas o Nacho Rei.
A la temporada 1970-71, la del seu debut, l'Obradoiro va estar a punt d'aconseguir l'ascens després d'acabar en tercera posició, darrere dels equips de Ferrol OAR Viñalar i ENBazán. El balanç en aquesta primera temporada és de 14 victòries, un empat i cinc derrotes. També acaba la lliga regular com a equip més anotador de la categoria.
L'Obradoiro repeteix la participació en el grup A de la Tercera Divisió de cara a la temporada 1971-72. El grup s'amplia a 14 equips, tots ells de Galícia. La trajectòria torna a ser brillant i l'equip compostel·là conclou en segon lloc, només superat pel Celta de Vigo, a qui va aconseguir guanyar en el partit disputat a Santiago (70-59). El balanç final és de 21 victòries, 1 empat i 4 derrotes.
L'equip aconsegueix classificar-se per a la fase final de la competició gràcies al subcampionat del grup A. Aquesta fase final es jugà a Valladolid el maig de 1972. El seu grup el conformen cinc equips: el Don Bosco de Pasajes (Guipúscoa), que acabaria sent el campió d'Espanya, el Club Standard (Madrid), el Castilla Jher (Valladolid), el Hermandades del Trabajo (Madrid) i el Militar Deportivo (Sevilla). L'equip compostel·là aconsegueix una victòria i quatre derrotes, algunes d'elles molt ajustades.

### El primer ascens a Segona Divisió (1972-73)
En la seva tercera temporada a la categoria de bronze, la 1972-73, l'Obradoiro torna a situar-se entre els llocs de dalt de la classificació i acaba la lliga en segona posició d'un total de 13 equips. Només el club La Casera de Lugo és capaç de millorar el balanç de l'equip compostel·là (21-3), comandat per un dels seus jugadors més emblemàtics, Tonecho Lorenzo, que es converteix en un dels màxims anotadors durant aquestes temporades.
L'equip es classifica com a subcampió de grup per a la fase d'ascens a Oviedo, on acaba en tercera posició després d'aconseguir tres victòries (davant Renfe de Ciudad Real, Vegasa de Sant Sebastià i Gil Martín de Huelva) i dues derrotes (davant l'Universitario de Oviedo i el Rayo Vallecano de Madrid). Això li permet jugar una repesca a doble partit contra el tercer classificat de l'altra fase d'ascens, l'Empresa Municipal de Transportes de Madrid. L'equip madrileny aconsegueix un avantatge de +13 a l'anada (61-48), però els compostel·lans remunten a la tornada (84-66).
Superada la repesca, l'eliminatòria decisiva és una promoció amb el 13è classificat de la Segona Divisió, el Celta de Vigo. La promoció es decideix al partit de Santiago (79-46), ja que la tornada acabà en empat (53-53), atorgant l'ascens a l'Obradoiro.

### Consolidació a Segona Divisió (1973-1978)
L'Obradoiro debuta a Segona Divisió a la temporada 1973-74. L'equip compostel·là s'integra al grup A, conformat per 13 equips del nord i l'oest d'Espanya. La temporada del debut a la categoria de plata obté la permanència després de concloure en vuitena posició, amb 18 punts.
L'equip compostel·là es consolida a la categoria durant la temporada 1974-75. Dirigit per Alfonso Rivera, acaba la lliga en 4a posició d'un total de 15 equips després de sumar 36 punts. Serà la primera ocasió en què un jugador nord-americà militi al Obradoiro, Dave Stockinsky. I els últims partits ja es juguen en el recentment inaugurat Pavelló de Sar, propietat del club.
La temporada 1975-76 comença amb mals resultats, cosa que provoca la destitució durant el Nadal d'Alfonso Rivera i l'arribada del tàndem José Manuel Couceiro-Pepe Casal a la banqueta compostel·lana. De la mà del portorriqueny Jimmy Thorsden, l'Obradoiro remunta i acaba la lliga en 3a posició entre 12 equips, amb un balanç de 14 victòries, 2 empats i 8 derrotes. En aquestes temporades destaquen Lopez Cid, Jose Gil i Tonecho Lorenzo.
A l'any següent (1976-77) també s'aconsegueix la permanència a Segona Divisió. L'entrenador és Carlos Lamela i la plaça d'estranger l'ocupa John Powell, que abandona el club abans d'acabar la temporada. L'Obradoiro finalitza en 8a posició entre 15 equips, després d'obtenir 13 victòries i 15 derrotes. En acabar la temporada, la Federación Española de Baloncesto decideix suprimir els estrangers en aquesta categoria.
En la temporada 1977-78 es consuma el descens de l'Obradoiro a la categoria de bronze. L'equip compostel·là només obté 8 victòries i 2 empats en 30 partits i conclou la competició al lloc 14 de 16 participants.

### Etapa de transició (1978-1981)
L'Obradoiro disputa la temporada 1978-79 al grup 1 de la Segona Divisió, reconvertida en tercera categoria nacional per la creació aquest mateix any de la Primera B. La trajectòria és molt discreta i acaba 9è de 12 equips, amb un balanç de 9 victòries, 2 empats i 11 derrotes. En aquesta temporada els jugadors arriben a fer públiques les protestes pels impagaments de les nòmines.
Els resultats milloren l'any següent de la mà de Jorge Peleteiro. L'Obradoiro acaba la temporada 1979-80 en segona posició i es queda a les portes de l'ascens. Però la renúncia del Club Bàsquet Mollet a mitjans d'agost permet a l'equip compostel·là ascendir a la Primera B.
El retorn a la categoria de plata no és fàcil. És la temporada 1980-81 i l'Obradoiro Pepe Ramon (s'incorpora un patrocinador al nom de l'equip) es manté a la part baixa de la Primera B durant la meitat de la temporada i la mala ratxa li costa el lloc a Jorge Peleteiro. El seu substitut, Pepe Casal, aconsegueix redreçar el rumb amb cinc victòries en els últims set partits. L'Obra acaba a la 8a posició de 14 equips, amb un balanç de 12 victòries, un empat i 13 derrotes. En aquest equip ja destacaven jugadors com Mario Iglesias, José Antonio Gil, Boni Rodríguez o Manuel Vidal.

### L'històric ascens a Primera Divisió (1981-82)
Dirigit per Pepe Casal, l'Obradoiro aconsegueix la seva major gesta esportiva en la temporada 1981-82. L'equip compostel·là se situa des de principis de la competició a la part alta de la classificació i acaba a la 3a posició de Primera B, amb un balanç de 18 victòries i 8 derrotes. Aquest tercer lloc li atorga l'ascens a Primera Divisió al costat de l'Inmobanco de Madrid i el Baskonia de Vitòria.
L'ascens s'obté en l'última jornada de lliga a Mataró (86-89), en un partit que es va decidir en els últims minuts i amb una aportació de clau de la parella Gil-Iglesias, que van sumar entre tots dos 53 punts, i que van ser dels màxims anotadors de la competició. En tornar, l'equip va ser rebut a Santiago per centenars de seguidors a l'aeroport de Lavacolla.
La plantilla d'aquest històric ascens la conformaven Gil, Mario Iglesias, Lomas, Balagué, Corts, R.Vallejo, Manolo Vidal, Montero, Modrego i Alberto Abalde, amb Pepe Casal i Julio Bernárdez a la banqueta i Antonio Castro a la presidència del club.

### Dos descensos consecutius (1982-1984)
L'Obradoiro només aconseguirà a la temporada 1982-83 dues victòries a la seva estrena a Primera Divisió. L'equip és dirigit pel iugoslau Todor Lazic, que a finals d'any ha de tornar al seu país per culpa d'una greu malaltia pulmonar i no tornà a Santiago. I el jugador franquícia, el nord-americà Chuck Verderber, es lesiona a la cinquena jornada de lliga després de patir contra el Fichet Joventut un trencament total del tendó d'Aquil·les.
A la mala marxa de l'equip se li uneixen els greus problemes econòmics, que forcen la directiva a ordenar a l'equip júnior jugar a Granollers. El balanç final de la temporada és de 2 victòries (contra Caja de Ronda i el CB Valladolid) i 24 derrotes. Malgrat l'arribada de Nate Davis en substitució de Verderber, l'Obradoiro queda en última posició.
A la temporada 1983-84 es consumeix un nou descens, de la Primera B a la Segona Divisió. L'entrenador Julio Bernárdez és destituït a finals de novembre. S'incorpora a la banqueta Jorge Peleteiro, que abandona el club a mitjans de gener. El base José Ramón Lete arriba a dirigir algun entrenament i finalment es fitxa a Alfonso Rivera, que no aconsegueix salvar l'equip. L'Obradoiro acabà la temporada en la posició 12a d'un total de 14 equips, amb un balanç de 9 victòries i 17 derrotes.

### Primer títol i retorn a la Primera B (1984-1989)
La temporada 1984-85 conclou amb el primer títol oficial de la història del club. L'Obradoiro aconsegueix l'ascens a Primera B després d'obtenir el títol de campió d'Espanya de la Segona Divisió, en una final disputada a Còrdova contra Procesator Mataró (92-89).
Abans, en aquesta ciutat andalusa s'havia disputat la fase d'ascens, on aconsegueix quatre victòries (contra l'Unelco Tenerife, l'Askatuak, l'Andorra i el Plasència) i només va perdre contra el Banco Pastor de Madrid. La lliga regular l'havia acabat en el grup A en primera posició entre 12 equips, amb 47 punts.
L'equip s'assenta a la Primera B durant la temporada 1985-86, any en què s'estrena el patrocini de la cooperativa corunyesa Feiraco. Arriba al club un nord-americà, Bill Collins, que amb un grup de jugadors espanyols (Alberto Abalde, Miguel Juane, Mario Iglesias, Ricardo Aldrey, José Ramón Lete...) formen un dels millors equips de la història del club. L'Obradoiro conclou la primera fase de la lliga regular com a líder del grup imparell (11 victòries i 3 derrotes) i a la segona fase lluita per l'ascens fins a l'última jornada. Dirigit per Pepe Casal, conclourà la temporada en sisena posició, amb 6 victòries i 8 derrotes a la sèrie B-1.
La mateixa tendència es repeteix en la temporada 1986-87. L'Obradoiro conclou en cinquena posició del grup B-1 amb un balanç de 12 victòries i 10 derrotes. La plantilla torna a estar dirigida per Pepe Casal, amb Bill Collins de nou com a jugador franquícia i l'arribada de tres fitxatges: Julio Torres, Paco Dosaula i Julio Jiménez.
La temporada 1987-88 és més complicada. Tot i l'arribada d'un altre nord-americà, Mike Schultz, el Feiraco Obradoiro encadena diverses derrotes en el tram inicial de la lliga i acaba la primera fase en 9a posició entre 14 equips. A aquesta irregularitat se li uneix la marxa de Collins als Estats Units per un problema familiar. El seu lloc l'ocuparà Brandon, que no compleix les expectatives.
A la segona fase queda enquadrat en el grup C, en el qual conclou en 6a posició entre 9 equips. Pepe Casal és substituït per Julio Bernárdez però l'Obradoiro es veu obligat a jugar un playoff de descens contra l'Andorra. El conjunt del Principat venç els dos partits a Santiago i guanya la sèrie (3-1) en el quart partit a Andorra, consumant el descens de categoria.
Però l'Obradoiro tornara a jugar a la Primera B en la temporada 1988-89 després d'ocupar la plaça del Sant Estanislao de Màlaga, que renuncia a la categoria. L'empresari palestí Ghaleb Jaber passa a ocupar la presidència i Julio Bernárdez la banqueta. Amb Levi Middlebrooks com nord-americà, l'equip arriba al Nadal en penúltima posició amb un balanç de 2 victòries i 13 derrotes. Al final, aconsegueix evitar el descens directe i acaba en 13a posició de 16 equips, amb 10 victòries i 20 derrotes.
La mala temporada l'obliga a jugar una altra vegada playoff de descens contra Cajahuelva. Amb la sèrie empatada a dos, l'Obradoiro venç en un dramàtic cinquè partit a Huelva (57-60) i aconsegueix mantenir la categoria.

### El famós play-off contra el Juver (1989-90)
L'Obradoiro encara la temporada 1989-90 amb Manuel Fernández Rei "Pirulo", a la banqueta i amb Victor Anger com nord-americà, ajudat per jugadors com Pepe Collins, els germans Solsona, Dosaula o Modrego. La lliga regular acaba amb l'Obradoiro en cinquena posició entre un total de 16 equips, el que li donava dret a participar en el playoff. La temporada havia estat satisfactòria, amb un balanç de 18-12 i molt a prop del tercer (Syrius Patronato, de Mallorca) i del quart (Elosúa León), tots dos amb 19 victòries.
Al playoff d'ascens a la Divisió d'Honor, l'Obradoiro es desfà a la primera ronda de Caja Huelva (2-1) però cau derrotat contra el Juver Murcia a la sèrie final (0-3). És aquesta ronda quan l'equip gallec reclama l'alineació indeguda d'un jugador murcià, l'argentí Esteban Pérez, que va ser inscrit com a espanyol amb un document d'identitat falsificat. Aquesta reclamació va ser desestimada per via esportiva i es va traslladar als tribunals, el que va donar lloc a un litigi judicial resolt en última instància al Tribunal Suprem a finals de 2007.
En aquesta època es produeix un altre fet històric. El pavelló de Sar és derruït (el seu lloc l'ocupa ara l'actual pavelló Multiusos Fontes do Sar) i l'equip es trasllada temporalment al pavelló de Santa Isabel. Allà disputarà els últims partits de lliga i el playoff d'ascens.
Un problema amb la recepció de l'aval exclou l'Obradoiro de la Primera B a la temporada 1990-91. El club militarà en competició autonòmica i porta també aquesta exclusió als tribunals. La justícia dona la raó a l'Obradoiro i obliga a la Federació Espanyola de Bàsquet a inscriure el club a Primera B a la temporada 1991-92.
Aquesta serà l'última de l'Obradoiro en categoria professional fins al seu retorn el 2009. L'equip, amb el patrocini de l'Onza de Oro i entrenat per Javier Lorenzo, acaba a la 13a posició de 16 equips amb un balanç de 12-18. Lorenzo és substituït al gener per Tim Shea, que també se'n va i obliga a Pepe Casal a agafar l'equip, el qual també marxa a falta d'una jornada, i agafa l'equip Tonecho Lorenzo, que era el 2n entrenador. En el grup de descens, l'Obradoiro només guanya un dels 6 partits i consuma el descens de categoria.
Aclaparat pels deutes i el cost del litigi amb la FEB, la directiva lliura el club a la Federació aquest mateix estiu. Però una gestora dirigida per José Ángel Docobo i José Ramón Mato es fa càrrec del club per evitar la seva desaparició i continuar amb la batalla judicial. L'Obradoiro continuà competint amb un equip de juvenils i més tard en competició local i autonòmica.

### Batalla judicial (1992-2009)
En l'eliminatòria final contra el Juver Murcia fou descoberta l'alineació il·legal del jugador Esteban Pérez en l'equip murcià. Aquesta alineació il·legal era deguda al fet que en aquesta temporada només estava permesa la presència d'un jugador estranger per equip, i el Juver Múrcia en tenia dos: Mike Phillips i Esteban Pérez (que tenia un passaport fals espanyol; era argentí).
El descobriment de la nacionalitat d'Esteban va crear una enorme polèmica que va durar gairebé 20 anys. Aquesta situació va ser denunciada per l'Obradoiro CAB, primer davant la justícia esportiva i més tard davant els tribunals ordinaris. El 14 de setembre de 1994 es va anunciar la resolució del Tribunal Superior de Justícia de Madrid, que va declarar com a guanyador de l'eliminatòria d'ascens al club gallec i va obligar a l'ACB a readmetre'l en la Lliga ACB.
Malgrat la sentència, el procés judicial es va allargar fins a l'estiu de 2003, quan el Tribunal Suprem va decidir suspendre la Lliga ACB mentre no s'admetés l'Obradoiro CAB. L'ACB va exigir llavors al club compostel·là que abonés el cànon d'entrada corresponent a la temporada 2003/2004 (prop de 3 milions d'euros), mentre que l'Obradoiro CAB exigia pagar el corresponent a la temporada 1990/1991, una quantitat pròxima als 600.000 euros.
Després de més de quinze anys de plets, el 27 de novembre de 2007 el Tribunal Suprem va donar la raó a l'equip gallec, obligant a l'ACB a readmetre'l en la màxima categoria del bàsquet espanyol i amb l'obligació de pagar el cànon corresponent a la temporada 1990/1991.
Les opcions que va plantejar el club van ser, a més d'intentar aconseguir els suports econòmics necessaris per competir a la lliga ACB, vendre la plaça o fusionar-se amb un altre equip. No obstant això, l'ACB va mantenir i va fer saber a l'Obradoiro que la sentència indicava que l'usdefruit de la plaça pertanyia de manera exclusiva a l'Obradoiro CAB i va advertir al club gallec que no acceptaria la inscripció d'un nou club producte d'una fusió, com tampoc permetria una venda de la plaça, deixant només una opció als compostel·lans.
Finalment, el dia 15 de juny de 2009 (l'últim dia del termini d'inscripció i 19 anys després del polèmic playoff), l'Obradoiro CAB va formalitzar la seva inscripció a l'ACB per a la temporada 2009/10. Paral·lelament, l'Obradoiro decideix mantenir a l'equip que el va representar en els últims anys i que havia aconseguit la temporada 2009/2010 l'ascens a la lliga EBA, inscrivint-lo a la quarta categoria del bàsquet espanyol.

### La il·lusió renovada (2009-2012)

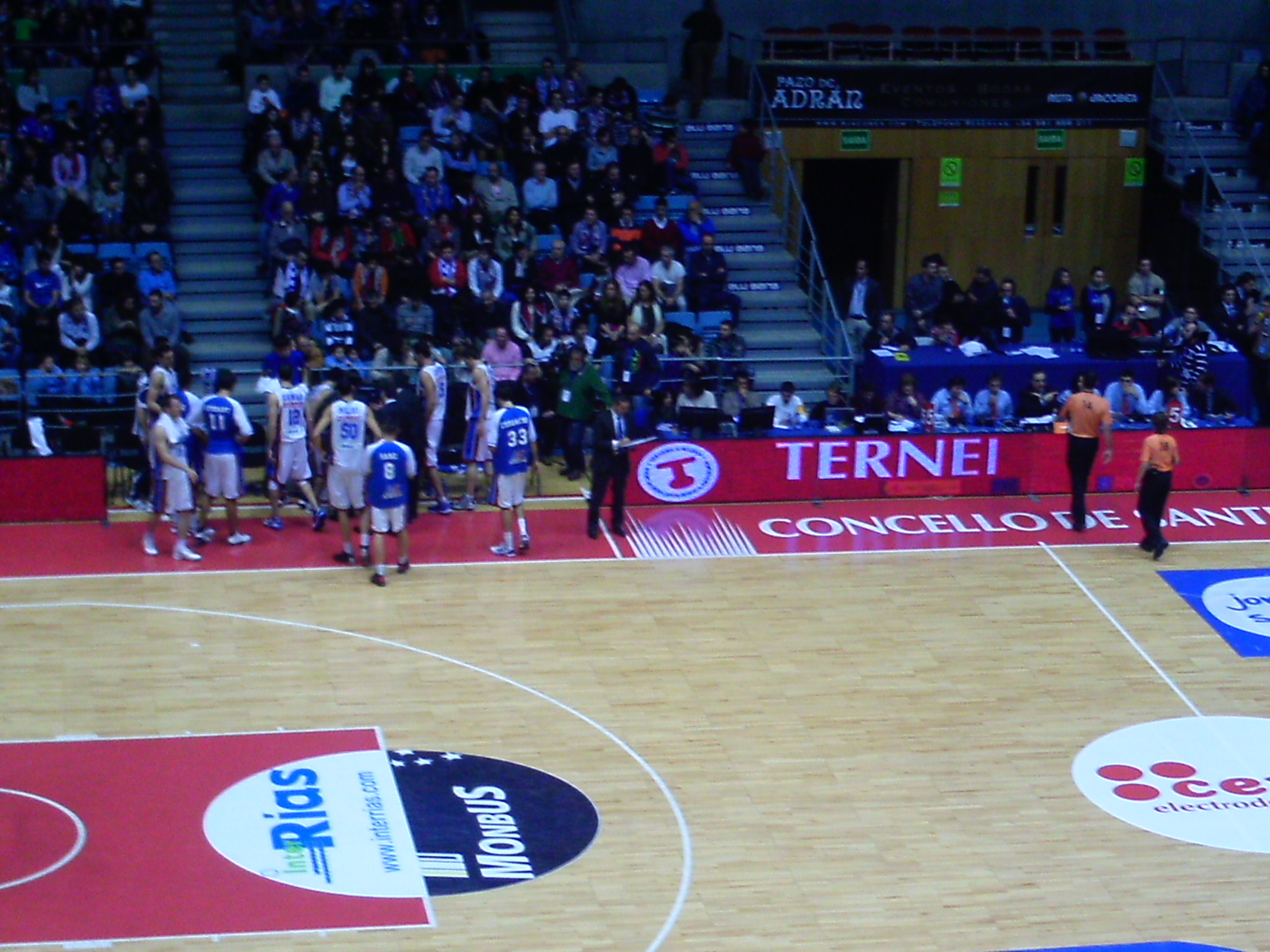
Obradoiro el 2012.

A la campanya de retorn a la màxima categoria de la Lliga ACB, l'Obradoiro CAB es va convertir en tot un fenomen social a Galícia. Amb la denominació de Xacobeo Blusens dels compostel·lans van convertir el Multiusos Fontes do Sar en la catedral del bàsquet gallec. L'equip, entrenat per Curro Segura, va completar una magnífica primera volta i va estar a punt de classificar-se per disputar la Copa del Rei. Jugadors com Kostas Vasileiadis o Javier Bulfoni es van erigir com a ídols de l'afició. No obstant això, una pèssima segona meitat del campionat va condemnar al Xacobeo Blusens al descens a la lliga LEB Or.
El pas per la segona divisió del bàsquet espanyol va durar només un any. Amb el nom de Blusens Monbus, el compostel·là Moncho Fernández va ser l'encarregat de dirigir des de la banqueta l'ascens a la Lliga ACB. Després de finalitzar en segona posició la temporada regular, el retorn a l'elit es feia realitat el 3 de juny del 2011 a la pista de l'Autocid Ford Burgos. A més en aquesta campanya, l'Obradoiro CAB es va proclamar campió de la Copa Príncep d'Astúries.
La temporada 2011/12 l'equip aconsegueix la permanència a la lliga ACB després de quedar en 13a posició amb 13 victòries i 21 derrotes. Durant l'estiu de 2012 el club aconsegueix una fita històrica en completar la conversió a Societat Anònima Esportiva únicament amb capital privat.
L'agost de 2013, el Grupo Leche Rio passà a ser el patrocinador principal del club i el nom de l'equip canvià de Blusens Monbus a Rio Natura Monbus.
Actualment és un dels 18 equips que milita a la lliga Endesa.

## Patrocinadors
- 2009-2010: Xacobeo Monbus
- 2010-2013: Blusens Monbus
- 2013-2014: Rio Natura Monbus

## Historial
| - 1970-1971: Tercera Divisió: 3r - 1971-1972: Tercera Divisió: 5è - 1972-1973: Tercera Divisió: 3r - 1973-1974: Segona Divisió: 8è - 1974-1975: Segona Divisió: 4t - 1975-1976: Primera Divisió B: 3r - 1976-1977: Primera Divisió B: 8è - 1977-1978: Primera Divisió B: 14è - 1978-1979: Segona Divisió: 9è - 1979-1980: Segona Divisió: 2n |  | - 1980-1981: Primera Divisió B: 8è - 1981-1982: Primera Divisió B: 3r - 1982-1983: Primera Divisió: 14è - 1983-1984: Primera Divisió B: 12è - 1984-1985: Segona Divisió: 1r - 1985-1986: Primera Divisió B: 6è - 1986-1987: Primera Divisió B: 6è - 1987-1988: Primera Divisió B: 6è - 1988-1989: Primera Divisió B: 13è - 1989-1990: Primera Divisió B: 5è |  | - 1990-1991: 1a Autonòmica: - - 1991-1992: Primera Divisió B: 13è - 1992-2009: Categories inferiors |

| Temporada         | Categoria | Posició | Balanç | Play-offs       | Copa |
| Temporada 2009-10 | ACB       | 17a     | 8-26   | -               | -    |
| Temporada 2010-11 | LEB Or    | 2a      |        |                 | -    |
| Temporada 2011-12 | ACB       | 13a     | 13-21  | -               | -    |
| Temporada 2012-13 | ACB       | 8a      | 18-16  | Quarts de final | -    |
| Temporada 2012-13 | ACB       | 12a     | 13-21  | -               | -    |

- Temporadas a la lliga ACB (o equivalent): 5 (82/83, 09/10, 11/12, 12/13 i 13/14)
- Temporades a la lliga LEB Or (o equivalent): 15 (73/74, 74/75, 75/76, 76/77, 77/78, 80/81, 81/82, 83/84, 85/86, 86/87, 87/88, 88/89, 89/90, 91/92 i 10/11)
- Temporades en altres categories: 24 (78/79, 79/90, 84/85, 90/91 i de 1992 a 2009)

## Palmarès

### Títols nacionals
- 1 Lliga de Segona Divisió: 1984-85
- 1 Copa Príncep d'Astúries: 2011
- 1 vegada subcampió de la lliga LEB Or: 2010-11
- 1 playoff d'ascenso de la lliga LEB Or: 2010-11

### Títols regionals
- 2 Copes Galícia: 2010 i 2011